# Robert Steuart
Robert Steuart auch Steward (* 1806 in Alderston; † 15. Juli 1843 in Santa Fé de Bogotá) war ein britischer Politiker und Diplomat.

## Leben
Steuarts Familie kam aus Alderston in Haddingtonshire. Dort fungierte Steuart als Gemeinderat und Commissioner of Supply (Zeugwart). Er kam 1831 für den Wahlkreis Haddington Burghs in das House of Commons (Vereinigtes Königreich). Während der folgenden Legislaturperiode wurde er seines Sitzes enthoben, da nachgewiesen wurde, dass fünf Wahlmänner, welche seinen Opponenten unterstützt hatten, widerrechtlich an der Abstimmung gehindert worden waren. 1832 konnte er seinen Parlamentssitz wieder einnehmen und war bis zur Wahl 1841 Member of Parliament. Steuart gehörte der Partei der Whigs an.
1841 ging der Parlamentssitz an James Maitland Balfour der 273 Stimmen erhielt, während Steuart 264 Stimmen erhielt.
Im Regierungskabinett von William Lamb, 2. Viscount Melbourne war Steuart von April 1835 bis Mai 1840 Lord of the Treasury (Finanzminister). Er war ein Befürworter des Ausschlusses der Bischöfe aus dem House of Lords und sprach sich für Wahlreformen und den Freihandel aus.
Im August 1841 wurde er zum britischen Konsul in Santa Fé de Bogotá (Kolumbien) ernannt. Kurz nach seinem Eintreffen erkrankte er an Malaria, an der er 1843 letztlich starb.
Er war Vizepräsident der Highland Society of London. Er war seit 1827 mit Maria Dalrymple verheiratet.